# Trans-Fuzja
Fundacja Trans-Fuzja – ogólnopolska organizacja pozarządowa działająca na rzecz osób transpłciowych.

## Historia
Początkowo z inicjatywą założenia fundacji wyszła Anna Grodzka pod koniec 2005 roku. Ostatecznie do jej założenia przyczyniły się osoby z Warszawy i Wrocławia. Fundacja Trans-Fuzja utworzona została notarialnie przez pięcioro fundatorów 26 lutego 2008 i działająca formalnie od 8 lipca 2008. Posiada status fundacji oraz organizacji pożytku publicznego. Do pierwszych członków zaliczali się między innymi Anna Grodzka, Lalka Podobińska, Wiktor Dynarski i Edyta Baker.

## Cele
Fundacja Trans-Fuzja zajmuje się działaniami na rzecz osób transpłciowych, niebinarnych, nienormatywnych płciowo i interpłciowych. W swoim założeniu przyjmuje perspektywę intersekcjonalną i czerpie z dorobku ruchu feministycznego, LGBTQIA+, antyrasistowskiego i antyfaszystowskiego.
Do celów fundacji zaliczyć można między innymi:
- ukształtowanie postaw akceptacji oraz przełamywanie uprzedzeń i stereotypów wobec osób transpłciowych, niebinarnych, nienormatywnych płciowo i interpłciowych
- wspieranie osób transpłciowych, niebinarnych, nienormatywnych płciowo i interpłciowych w budowaniu samoakceptacji
- przeciwdziałanie transfobii, interfobii, bifobii i homofobii
- wypracowanie standardów opieki zdrowotnej nad osobami przechodzącymi proces korekty płci
- propagowanie wiedzy o prawnych i medycznych aspektach procesu korekty płci zarówno w Polsce, jak i na świecie
- organizacja pomocy psychologicznej i społecznej dla osób zagrożonych dyskryminacją
- organizacja pomocy prawnej dla osób zagrożonych dyskryminacją oraz przemocą[2]

## Działalność
Trans-Fuzja prowadzi grupy wsparcia dla osób transpłciowych oraz dla ich bliskich, współorganizuje Plenerowe Trans-Party, organizuje Trans-Wieczorki oraz spotkania filmowo-dyskusyjne, prowadzi warsztaty cross-dressingowe, uczestniczy w happeningach, dyżuruje w Telefonie Zaufania dla osób transpłciowych oraz monitoruje media w zakresie tematyki transpłciowości. Ważnym działaniem jest prowadzenie edukacyjnych warsztatów, seminariów i wykładów na temat transpłciowości i nienormatywności płciowej. Siedzibą fundacji jest Warszawa, a grupy wsparcia prowadzi też w Krakowie, Łodzi, Gdańsku, Szczecinie oraz Lublinie, a także współpracuje ze Stowarzyszeniem Tęczówka w Katowicach, które prowadzi grupę wsparcia dla osób transpłciowych.
Fundacja  prowadzi konsultacje psychologiczne dla osób transpłciowych i ich bliskich w siedzibie w Warszawie oraz w Krakowie, a także psychologiczne konsultacje internetowe. Ponadto udziela porad prawnych dla osób transpłciowych odnośnie do sądowej zmiany płci i innych prawnych aspektów tranzycji.
Trans-Fuzja współpracuje z pełnomocnikami Policji ds. Ochrony Praw Człowieka, a także z Biurem Rzecznika Praw Obywatelskich w zakresie przeciwdziałania dyskryminacji osób transpłciowych.
Organizuje warsztaty dla adeptów Centrum Szkolenia Policji w Legionowie. Przygotowuje eksperckie opinie do sądów dotyczące osób nienormatywnych płciowo.
Organizacja została wymieniona na stronie urzędu Rzecznika Praw Obywatelskich jako współpracująca w zakresie przeciwdziałania dyskryminacji ze względu na orientację seksualną. W czerwcu 2009 rzecznik Janusz Kochanowski zwrócił się do ministra spraw wewnętrznych i administracji z prośbą o wprowadzenie postulowanych przez fundację specjalnych legitymacji dla osób transpłciowych z dwoma zdjęciami. Wcześniej o takie działanie zwróciła się do niego Trans-Fuzja. Jak napisał rzecznik, legitymacje takie miałyby umożliwić im korzystanie z konstytucyjnych praw, zwłaszcza prawa do prywatności. Obecnie Fundacja wydaje dwu-zdjęciowe legitymacje „Trans Karty” dla osób transpłciowych.
W kwietniu 2011 po konsultacjach z Fundacją Trans-Fuzja Rzecznik Praw Obywatelskich Irena Lipowicz wystąpiła do Minister Pracy i Polityki Społecznej w sprawie braku przepisów regulujących kwestie zmiany danych osobowych w świadectwie pracy w sytuacji zmiany płci przez byłego pracownika.
W sierpniu 2011 ponownie pani rzecznik wspomniała o Fundacji Trans-Fuzja, występując do Ministra Sprawiedliwości w sprawie potrzeby przyjęcia kompleksowego aktu prawnego dotyczącego osób transpłciowych. Następnie w marcu 2012 wystąpiła ponownie do Ministra Sprawiedliwości w sprawie postępu prac nad regulacją prawną dotyczącą osób transseksualnych.
Fundacja zainteresowała również panią Rzecznik Praw Obywatelskich sprawą dyskryminacji osób transpłciowych w dostępie do usług adopcyjnych, sytuacją transpłciowych dzieci i transpłciowej młodzieży w szkole, dyskryminacją osób transpłciowych w zatrudnieniu.
W listopadzie 2013 w Biurze Rzecznik Praw Obywatelskich odbyła się konferencja pt: „Europejskie standardy i dobre praktyki w zakresie korekty płci metrykalnej”, zorganizowana przez Rzecznika Praw Obywatelskich, Fundację Trans-Fuzja oraz Radę Europy.
W 2012 Trans-Fuzja wspólnie z posłanką Anną Grodzką przygotowywała projekt Ustawy o uzgodnieniu płci, która została uchwalona przez Sejm Rzeczypospolitej Polskiej VII kadencji w dniu 10.09.2015 r. Ustawa została jednak zawetowana przez Prezydenta Rzeczypospolitej Polskiej, Andrzeja Dudę, w dniu 2.10.2015 r. i ostatecznie nie weszła w życie.
W 2014 Fundacja przeprowadziła badanie dotyczące doświadczeń osób transpłciowych w dostępie do usług związanych z opieką zdrowotną, a w 2015 badanie sytuacji tranzycjującej młodzieży w środowisku szkolnym.
Fundacja jest członkiem Koalicji Równych Szans, Koalicji na rzecz Edukacji Antydyskryminacyjnej, Koalicji na rzecz CEDAW, Forum Organizacji LGBTQIA, Komitetu Organizacyjnego Parady Równości, Policyjnej Platformy Przeciw Nienawiści, Koalicji Przeciw Mowie Nienawiści oraz organizacji międzynarodowych: Transgender Europe, ILGA Europe, IGLYO, a także Koalicji V4, zrzeszającej transorganizacje z Czech, Polski, Słowacji i Węgier.

## Prezesi
- Anna Grodzka – od lipca 2008 do grudnia 2011[31]
- Lalka Podobińska – od grudnia 2011 do czerwca 2014
- Wiktor Dynarski – od czerwca 2014 do stycznia 2017[32]
- Edyta Baker – od stycznia 2017 do marca 2021[33]
- Emilia Wiśniewska – od marca 2021 do marca 2023[34]
- Grzegorz Żak – od marca 2023[35]

## Publikacje
- „Po pierwsze zdrowie. Twoje prawa w dostępie do opieki zdrowotnej. Podręcznik dla osób transpłciowych”; Izabela Jąderek, Wiktor Dynarski[36]
- „Sytuacja prawna osób transpłciowych w Polsce — raport z badań i propozycje zmian”, Warszawa 2013[36]
- „Transpłciowa młodzież w polskiej szkole — raport”[37]
- „Transpłciowa młodzież w polskiej szkole. Specyfika pomocy transpłciowym dzieciom i młodzieży. Podręcznik dla nauczycieli”[38]
- „Rodzina przede wszystkim — trans rodzicielstwo w Polsce”[39]
- „Komiks o transpłciowości od osób transpłciowych”; Edyta Baker, Kaj Koperski, Stanisław Orszulak, Grzegorz „Lifyen” Żak[40]
- „Ale po co ty sobie to robisz? — Pakiet wiedzy startowej dla rodziców dzieci transpłciowych”[41]
- „Binderowanie”; Kaj Koperski, Stanisław Orszulak, Grzegorz „Lifyen” Żak[42]
- „Sądowa procedura uzgodnienia płci”; Maciej Koziński, Paulina Pilch, Karolina Więckiewicz[43]
- „Transprzyjazny Gabinet”; Julia Kata, Emilia Wiśniewska[44]
- „Zdrowie osób transpłciowych i niebinarnych – podręcznik psychoedukacyjny dla osób i pacjentów oraz ich bliskich”[45]
- „Diagnostyka HIV/AIDS a potrzeby osób transpłciowych w Polsce”[46]
- „Raport z badań: Transpłciowa społeczność a COVID-19"[47]

## Akcje
Fundacja Trans-Fuzja angażuje się w działania na polu LGBTQ:
- Festiwal Lesbijki, Geje i Przyjaciele
- Wybory Miss Trans
- Parada Równości
- Festiwal Tęczowych Rodzin
- Obchody Dni Pamięci Osób Transpłciowych
- Projekt Razem Przeciw Nienawiści[49]
- Kampania Społeczna: Stop dyskryminacji osób transpłciowych na rynku pracy
- Konferencja: Rodzina-transseksualność-prawo
- Konferencja: Różne barwy trans
- Konferencja: Europejskie standardy i dobre praktyki w zakresie korekty płci metrykalnej[18]
- Happening: Chłopak i dziewczyna – normalna rodzina
- Happening: Wiec propagandy homoseksualnej
- Happening: Paramobil
- Happening: Prychod